# ムネアカセンチコガネ
ムネアカセンチコガネは、コウチュウ目（鞘翅目）・コガネムシ上科・ムネアカセンチコガネ科（Bolboceratidae）に分類されるコガネムシの1種。体長1～1.5cmで、触角、前胸と上翅の付け根側約半分，肢がダイダイ色、頭部と上翅後半は黒い。オスは頭部に小さな突起上の角を持つ。生態はよく分かっていないが、地中生の菌類を摂食することが明らかにされた。

## 分布
北海道、本州、四国、九州、壱岐、大隅諸島。国外では朝鮮半島に分布。

## 生態
草地や森に生息する。日中は地中に潜み、夕方になると地表数cmから数十cm程度の高さを飛翔する。灯火にも飛来する。ムネアカセンチコガネはいわゆる糞虫の一群とされるが、食性は不明であった。最近になって、被子植物の根に共生するアーバスキュラー菌根菌（AM菌）の子実体（キノコ）を摂食することが明らかにされた。AM菌の子実体を抱えて飛翔し、新たに掘った坑道に運び込んで食すことから、AM菌の分布拡大に一役かうことにより、共生関係にあることが示唆されている。

## 分類
ムネアカセンチコガネ科は、センチコガネ科の１亜科とされていたが、分子系統解析によれば必ずしも近縁とは言えない。
日本には他に、琉球列島に以下の種が分布している。
- アマミトビイロセンチコガネ　Bolbelasmus　shibatai　Masumoto,1984　- 奄美大島、徳之島、沖縄本島、久米島
- イシガキトビイロセンチコガネ　Bolbelasmus　nativus　ishigakiensis　Masumoto,1984　- 宮古諸島（多良間島）、石垣島、西表島。基亜種は台湾に分布。
- キボシセンチコガネ　Bolbochromus　ryukyuensis　Masumoto,1984　- 石垣島、西表島